# Nicolas Vogondy
Nicolas Vogondy, nascido a 8 de agosto de 1977 em Blois, é um exciclista francês. Competiu para equipas francesas como o Française des Jeux, Crédit Agricole, Agritubel, Bouygues Telecom e Cofidis, além do Accent Jobs-Wanty belga, equipa com o que competiu em seu último ano como profissional.
Vogondy ganhou o Tour de Lorena em 1995 como junior e se converteu em ciclista profissional em 1997 quando assinou com a Française des Jeux. A sua primeira vitória profissional chegou nesse mesmo ano quando ganhou a terceira etapa do Volta à Normandia. Tem sido campeão nacional da França em duas oportunidades. A primeira em 2002 quando bateu ao sprint a Nicolas Jalabert e Patrice Halgand e a segunda em 2008. Ganhou a classificação geral dos Boucles de la Mayenne em 2007, após ganhar a segunda etapa. Tem múltiplos aparecimentos nas três grandes Voltas por etapas, Tour de France, Giro d'Italia e Volta a Espanha.
Vogondy estava na escapada da etapa 5ª do Tour de France do 2008. Atacou a seus dois colegas a pouco mais de um quilómetro antes da meta, já que estavam a ponto de ser capturado pelo pelotão. Vogondy ficou por adiante do resto até uns 70 metros antes da meta, quando foi superado pelos melhores velocistas como Mark Cavendish, que ganhou a etapa.
Em seu palmarés destaca-se além dos dois campeonatos da França em estrada, o campeonato francês contrarrelógio em 2010 e uma etapa da Dauphiné Libéré no mesmo ano.
Em 23 de outubro de 2013 anunciou a sua retirada do ciclismo depois de dezassete temporadas como profissional e com 35 anos de idade.

## Palmarés
| 1997 - 1 etapa do Volta à Normandia 1999 - 1 etapa do Circuit des Mines 2002 - 1 etapa do Circuit des Mines - Polynormande - Campeonato da França em Estrada - Bol d'Or des Monédières Chaumeil - Criterium Saran 2003 - À travers le Morbihan - 1 etapa do Tour de Limusino 2004 - 1 etapa do Regio-Tour | 2005 - 1 etapa da Ruta del Sur 2006 - Châteauroux Classic de l'Indre - 1 etapa do Tour de Poitou-Charentes 2007 - 1 etapa do Rhône-Alpes Isère Tour - Boucles de la Mayenne, mais 1 etapa - 3º no Campeonato da França Contrarrelógio 2008 - Três dias de Vaucluse, mais 1 etapa - Campeonato da França em Estrada 2010 - 1 etapa da Dauphiné Libéré - Campeonato da França Contrarrelógio |

## Resultados em Grandes Voltas e Campeonatos do Mundo
| Corrida            | 2000 | 2001 | 2002 | 2003 | 2004 | 2005 | 2006 | 2007 | 2008 | 2009 | 2010 | 2011 | 2012 | 2013 |
| ------------------ | ---- | ---- | ---- | ---- | ---- | ---- | ---- | ---- | ---- | ---- | ---- | ---- | ---- | ---- |
| Giro d'Italia      | 84º  | -    | -    | -    | 81º  | -    | 44º  | -    | -    | -    | -    | -    | -    | -    |
| Tour de France     | -    | 89º  | 19º  | 117º | -    | -    | -    | 92º  | 64º  | 68º  | 88º  | -    | -    | -    |
| Volta a Espanha    | -    | -    | -    | -    | -    | 63º  | -    | -    | -    | -    | Ab.  | Ab.  | -    | -    |
| Mundial em Estrada | -    | -    | -    | -    | -    | -    | -    | -    | -    | -    | 15º  | -    | -    | -    |

-: não participa 

Ab.: abandono

## Equipas
- Française des Jeux (1997-2004)
- Crédit Agricole (2005-2006)
- Agritubel (2007-2008)
- Bbox Bouygues Telecom (2009-2010)
- Cofidis, le Crédit en Ligne (2011-2012)
- Accent Jobs-Wanty (2013)